# Jerome (Arkansas)
Jerome is een plaats (city) in de Amerikaanse staat Arkansas, en valt bestuurlijk gezien onder Drew County.

## Demografie
Bij de volkstelling in 2000 werd het aantal inwoners vastgesteld op 46.
In 2006 is het aantal inwoners door het United States Census Bureau geschat op 44, een daling van 2 (-4,3%).

## Geografie
Volgens het United States Census Bureau beslaat de plaats een oppervlakte van
0,5 km², geheel bestaande uit land.

## Plaatsen in de nabije omgeving
De onderstaande figuur toont nabijgelegen plaatsen in een straal van 32 km rond Jerome.

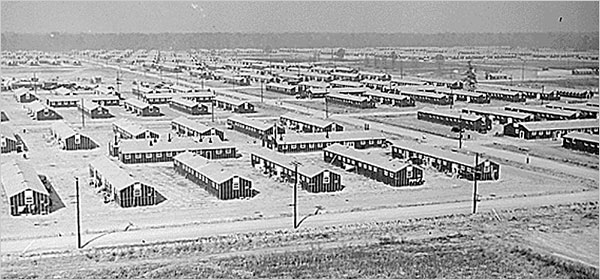
Een interneringskamp bij Jerome in 1942 voor Amerikanen van Japanse afkomst